# WAN
WAN ili mreža širokog područja je kratica za engleski pojam  wide area network koji se obično prevodi kao globalna mreža, a označava podatkovnu mrežu koja pokriva veće zemljopisno područje: gradove, države ili kontinente. Obično se koristi za međusobno povezivanje udaljenih računala ili lokalnih mreža (LAN), ali se preko nje mogu prenositi i druge digitalizirane informacije, npr. glas i slika. Najpoznatija izvedba globalne mreže je Internet. Drugi naziv u literaturi na hrvatskom jeziku za ovaj pojam su mreža na širem području, mreža za velike udaljenosti i mreža širokih područja.
Za izgradnju globalnih mreža koristi se više različitih usluga prijenosa:
| Vrsta usluge          | Opis | Prednosti                     | Nedostaci                               | Primjeri protokola |
| --------------------- | --- | ----------------------------- | --------------------------------------- | ------------------ |
| Zakupljeni vod        | stalna veza između krajnjih točaka na fizičkom sloju                                                                               | sigurnost, osiguran kapacitet | cijena                                  | PPP, HDLC, SDLC    |
| Prospajanje kanala    | prijenosni kanal se ostvaruje između krajnjih točaka biranjem telefonskog broja                                                    | fleksibilnost                 | vrijeme potrebno za uspostavljanje veze | PPP, ISDN          |
| Prospajanje paketa    | promet se prenosi paketima promjenjive veličine preko virtualnih veza koje međusobno dijele prijenosne kapacitete davatelja usluge |                               |                                         | X.25, Frame relay  |
| Prosljeđivanje ćelija | slično prosljeđivanju paketa, ali se umjesto paketa koriste ćelije stalne veličine                                                 | smanjenje kašnjenja           | gubitak kapaciteta zbog zaglavlja       | ATM                |